# Pelaheja Andriïvna Rajko
Pelaheja Andriïvna Rajko, nata Soldatova, nota anche con lo pseudonimo di Polina Rayko o Raiko (in ucraino Райко Пелагея Андріївна?, traslitterato anche come Pelageya Andreevna Raiko; Cjurupyns'k, aprile 1928 – Cjurupyns'k, 15 gennaio 2004), è stata una pittrice ucraina autodidatta.

## Biografia
Nacque ad aprile nella città ucraina di Cjurupyns'k (attualmente Olešky, nella regione di Kherson, nelle vicinanze del Mar Nero), ma la data che viene registrata sul passaporto è il 15 maggio. Era una dei cinque figli - tre femmine e due maschi - della famiglia contadina dei Soldatov. All'età di 22 anni, sposò Nikolai Alexeevich Rajko dal quale ebbe due figli: Elena, nata nel 1951 e Sergei, nato nel 1953. La famiglia viveva una vita modesta, sopravvisse grazie ai prodotti coltivati nel proprio orto e al lavoro stagionale in un kolkhoz. Nel 1954 i Raiko costruirono una nuova casa vicino al fiume.
Nel 1994, Rajko perse la figlia Elena in un incidente stradale. A dicembre dell'anno successivo morì anche il marito Nikolai. A due anni di distanza, Sergei, diventato dipendente dall'alcol, dopo aver venduto gli oggetti di casa e aggredito la madre, finì in prigione. Morì nel 2002 per una cirrosi epatica.
Polina Rajko visse per tutta la sua vita nella città natale, dove morì all'età di 75 anni.
L'8 giugno 2023 la casa-museo di Rajko è stata sommersa dall'acqua in seguito alla distruzione della diga di Kakhovka da parte del esercito russo, avvenuta il 6 giugno 2023. Considerato il carattere delle opere, dipinte ad olio direttamente sui muri, e pertanto non rimovibili, è assai probabile che nessuna delle opere sopravviverà all'allagamento, ma è possibile anche che grazie alla scelta dei materiali, i dipinti potranno resistere all'umidità.

## Attività
Nell'autunno del 1998, all'età di 69 anni, tre anni dopo la morte del marito e mentre Sergei era in prigione, Polina Rajko iniziò a dipingere,  realizzando la sua prima composizione sui muri di casa.
La sua piccola pensione di 74 grivna al mese, le permetteva di usare solo i materiali più economici, vernice e pennelli, che trovava sul mercato locale. Ma la pittura era diventata la sua vera passione, tanto da aver ricoperto tutte le pareti della sua casa di decorazioni colorate. Poco a poco, la casa di Polina Rajko diventò un luogo di pellegrinaggio, visitata da giornalisti, appassionati d'arte e turisti. 
Nel corso degli anni il suo lavoro si fece conoscere e nonostante le fu chiesto di dipingere le case di altre persone (Polina iniziò a ricevere ordini di lavoro dalle sue amiche per ornare le pareti delle case, cancelli, stufe o i monumenti del cimitero locale), non guadagnò mai molto con queste attività.
Poco a poco, la sua casa diventò un luogo di pellegrinaggio, visitata da giornalisti, amanti dell'arte e turisti.
Nel 2003, l'associazione locale Kherson Center "Totem", interessata alle sue creazioni, prese l'iniziativa di produrre Road to Paradise, un opuscolo sulla sua vita e il suo lavoro. La pubblicazione dell'album uscì però nel 2005, Polina Rajko era morta l'anno prima, il 15 gennaio 2004.

## Stile
Polina Rajko non aveva un'educazione artistica, chiamò la sua arte un dono di Dio come ricompensa per le sue sofferenze e la vita non facile. Nella sua casa non c'era la TV, Rajko trasse ispirazione dal mondo circostante e dai suoi stessi ricordi e questo probabilmente contribuì a preservare lo stile naïf, la sincerità e genuinità delle immagini dipinte. Il suo immaginario combinò simbolismo cristiano, sovietico e pagano.

## Cultura di massa
Su Polina Rajko sono stati realizzati alcuni programmi TV e nel 2005 è stato pubblicato in ucraino e inglese The Road to Paradise, un catalogo contenente suoi dipinti. Una mostra di fotografie dei murales dell'artista si è tenuta presso il centro nazionale di cultura popolare Museo Ivan Hončar.